# Watashi no Suki no Hito
Watashi no Suki-na Hito (яп. わたしのすきなひと ваташі но сукі на хіто, англ. The One I Love) — антологія з 12-історій, які складаються з коротеньких, не пов'язаних між собою, манґа-оповідань, виконаних Мікою Некой, та есе, написаних Нанасе Окавою. Кожна з історій оповідає про безіменних дівчат, які стикаються з питаннями і проблемами, які стосуються їх кохання: чесність, ненадійність, шлюб, незалежність… Цю роботу можна вважати майже автобіографічною, бо написана на основі власних пережитих автором моментів.

## Сюжет
- 01 Ст. 005: ちがう(«Інакше»)

У першій історії, яка повністю виконана в кольорі, розповідається про дівчину, яка переживає через сварку зі своїм хлопцем. Щоб відчути себе трохи інакше, вона вдягає кімоно, яке зберігала для особливого випадку. Гуляючи парком, вона обдумує, чому вона посварилась, чому не можуть примиритись і чому їй на душі легше, коли вона носить кімоно. Дівчина зустрічається зі своїм хлопцем, який змінив свій повсякденний одяг на діловий костюм, щоб теж відчути себе інакше. Оскільки обидва відчували себе по-іншому вони з легкістю помирились.
- 02 Ст. 015: かわいい («Симпатичний»)

Дівчина розповідає своєму хлопцеві про сенс слова симпатичний, чому воно має багато значень і коли й за яких обставин воно може використовуватись. Хлопець не дуже розуміє цих філософствувань, але згодом починає осягати сенс використання цього слова, особливо по відношенню до людини, які тобі подобається.
- 03 Ст. 027: あいたい («Мені тебе бракує»)

Дівчина рідко бачиться зі своїм хлопцем, в якому бракує часу, щоб зустрітись з нею. Вона страждає, але розуміє, що не може поставити питання про те, хто для нього дорожчий: вона чи його робота. Несподівано до неї приходить її хлопець, якому теж дуже бракувало своєї дівчини.
- 04 Ст. 037: としした («Молодший»)

Дівчина, що працює в магазині своїх батьків, нещодавно розлучилась зі своїм хлопцем через те, що він був молодшим за неї і це його бентежило. Якось на Різдво один з юних хлопців, який працював у магазині, зпропонував дівчині зустрічатись, хоч вона й була старша за нього на 7 років. Вона сказала йому про це, але хлопець спитав, що невже її хвилює різниця у віці.
- 05 Ст. 049: とつぜん («Раптово») Дівчині, що працює у видавництві, не подобався начальник її відділу через його мовчазність і непривітність. Однак, коли під час закінчення роботи стало зрозуміло, що допущена важлива помилка. Але начальник, не сварячи нікого, швидко взявся за переробку видання. Такий відповідальний вчинок так вразив дівчину, що вона несподівано для себе закохалась в нього.
- 06 Ст. 059: いっしょに (Разом)
- 07 Ст. 069: きれい (Гарна)
- 08 Ст. 079: ふあん (Невпевненість)
- 09 Ст. 089: ゆうき (Хоробрість)
- 10 Ст. 099: ふつう (Нормальна)
- 11 Ст. 109: はなれる (Окремо)
- 12 Ст. 119: けっこん (Шлюб)
- Додатковий розділ

Детальна інформація про манґу міститься у 2-му випуску антології Clamp no Kiseki.